# 十三陵景区车辆段
十三陵景区车辆段位于中华人民共和国北京市昌平区城南街道乐多港假日广场西侧，京藏高速公路北侧、京新高速公路南侧，占地面积32.6万平方米，总建筑面积7.5万平方米，是北京地铁昌平线的车辆段，曾经是北京地铁最大的车辆段，直至北京地铁16号线北安河车辆段建成為止。车辆段于2015年12月竣工，昌平线二期工程开通试运营时正式投入使用。
车辆段原计划设于十三陵景区站东南方向，2012年至2013年线路方案进行了调整，将车辆段选址西移，正线同时西延，增设了昌平西山口站，车辆段出入线在该站接轨。由于线路方案调整，2014年4月车辆段才开始施工。
十三陵景区车辆段承担昌平线全部列车的月、架修任务，可停放12列列车，同时为昌平线南延（9号线北延）所需增购的预留了停放位置。